# Nathan Phillips
Pour les articles homonymes, voir Phillips.
Nathan Peter Thomas Phillips (né le 16 janvier 1980) est un acteur australien connu pour avoir tenu le rôle de Bob O'Malley dans la série télévisée Grand Galop.

## Filmographie
- 1999 : Les Voisins : John 'Teabag' Teasdale
- 2001-2002 : Grand Galop : Bob O'Malley
- 2002 : Warriors of Virtue: The Return to Tao : Ryan Jeffers
- 2005 : Wolf Creek : Ben Mitchell
- 2006 : Des serpents dans l'avion : Sean Jones
- 2007 : Redline : Carlo
- 2008 : Surfer, Dude de S.R. Bindler
- 2012 : Chroniques de Tchernobyl : Michael
- 2013 : These Final Hours : James
- 2014 : The Bridge : Jack Dobbs
- 2016 : Hunters : Flynn